# ویلف باروز
ویلف باروز (انگلیسی: Wilf Burrows; ۱۶ فوریهٔ ۱۹۰۲ – ژوئیه ۱۹۸۵ (aged 83)) بازیکن فوتبال اهل بریتانیا بود.
از باشگاه‌هایی که در آن بازی کرده‌است می‌توان به باشگاه فوتبال یورک سیتی، باشگاه فوتبال ترانمره راورز، باشگاه فوتبال بری، باشگاه فوتبال کولوین بای، باشگاه فوتبال ورکسام، و باشگاه فوتبال شروزبری تاون اشاره کرد.